# Georg Flegel
Georg Flegel (1566 Olomouc - 1638 Frankfurt nad Mohanem) byl moravský německojazyčný malíř období manýrismu a raného baroka, známý především malbou zátiší. Patřil mezi nejznámější malíře tohoto žánru a období pocházející z Českých zemí.

## Život
Narodil se roku 1566 otci Nickelovi a jeho manželce v Olomouci. Zde se patrně vyučil u vlámského malíře Lucase von Valckenborch (což však není jisté). Ke konci 80. letech odešel do Lince do Valckenborchovy dílny, kde pro něj začal pracovat - vytvářel dovedná zátiší do jeho figurálních obrazů. Spolupracoval také s jeho bratrem Martenem van Valckenborch. Počátkem 90. let odešel za Valckenborchem do Frankfurtu nad Mohanem, kam ho následovala manželka a kde se jim roku 1594 narodil první syn Martin. Po zaučení u Valckenborcha začal malovat své vlastní obrazy, převážně zátiší. 28. dubna 1597 získal ve Frankfurtu městské právo. Vlastní ateliér otevřel až roku 1635.
Měl sedm dětí, které on i jeho manželka Brigitta († 1633) přežili. Dva synové, Fridrich (1596/1597–1616) a Jakob Leonhard († 1623) se u otce vyučili malířství. Jeho dalším žákem byl Jacob Marrell (* 1614), později činný v Utrechtu.

## Dílo
Po osamostatnění maloval především zátiší, jejichž hlavním motivy bylo stolní nádobí, náčiní a jídlo. Byl hluboce věřící člověk a vyznával názor, že božská podstata světa vyzařuje ze všech předmětů bez ohledu na jejich cenu a význam. Byl skvělý v zobrazování nejrůznějších materiálů, rád zaplňoval celou plochu obrazu, oblíbil si také noční scény. Snažil se o co nejvěrnější zpodobnění zobrazovaných předmětů v přímém osvětlení. Často přidával prvky, které zdůrazní životnost obrazu (moucha sedící na vejci, myš, nezralost některých plodů) a iluzivní přečnívání předmětů z malovaného rámu směrem k divákovi.
Postupně zjemnil svoje provedení a zjednodušil kompozici, která se tím přiblížila modernímu pojetí zátiší. Ke konci života omezil barevnost svých obrazů - obrazy byly prostší a tónově sjednocené (převažovaly v nich například jen okrová a bílá). Flegel přispěl k vyčlenění zátiší jako samostatného žánru malířství, ve kterém se smyslově krásné denní předměty stávají symboly duchovního prožitku života.

## Významné obrazy

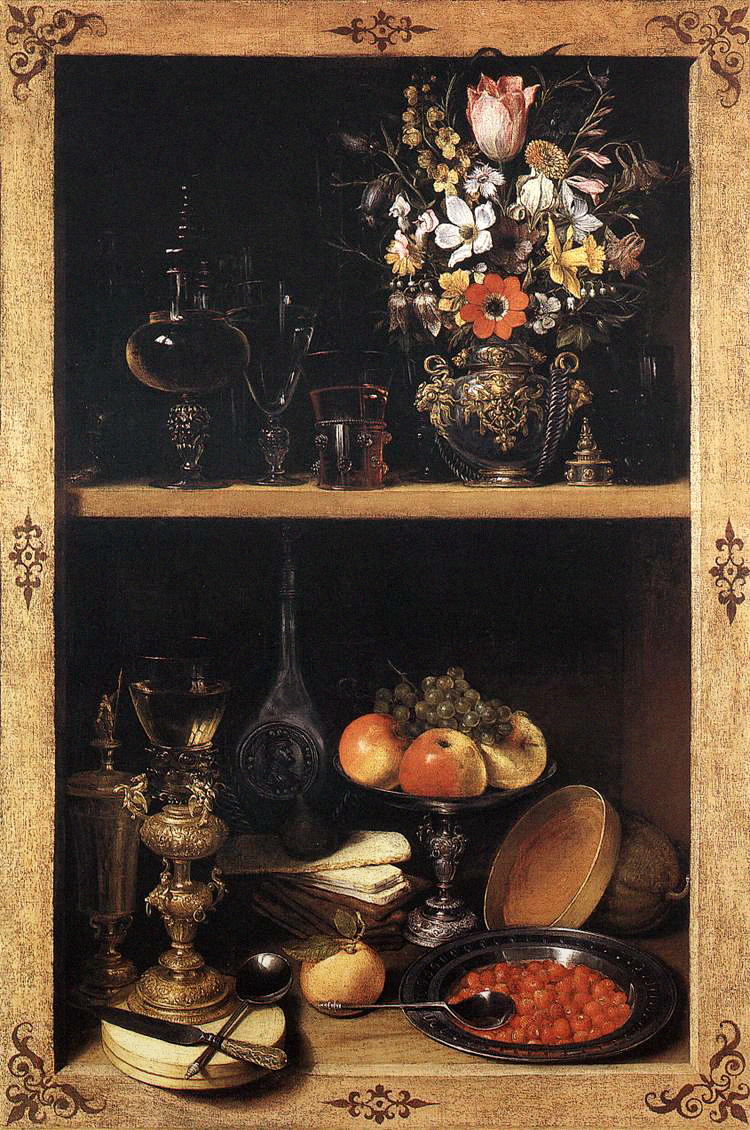
Regál s kyticí a ovocem, 1600-1610, NG v Praze

- Lucas von Valckenborch a Georg Flegel - Dvojportrét starších manželů - 1595
- Lucas von Valckenborch a Georg Flegel - Jaro - 1595
- Lucas von Valckenborch a Georg Flegel - Léto - 1595Regál s kyticí a ovocem, 1600-1610, NG v Praze
- Lucas von Valckenborch a Georg Flegel - Podzim - 1595
- Zátiší se zlacenými poháry a služebnou
- Velký banket - kolem 1600
- Zátiší se štičí hlavou - kolem 1600
- Zátiší s vaflemi
- Zátiší s cukrovím
- Spižírna - kolem 1600
- Zátiší se sýrem, vínem a porcelánovou dózou - kolem 1600
- Regál s kyticí a ovocem - 1600-1610, NG v Praze
- Koš s hlemýždi - 1610-1620, Slezské zemské muzeum v Opavě
- Zátiší s jablky - 1610-1620
- Zátiší s hořící svíčkou - 1620-1630
- Snídaně s vejcem - 1620-1630, NG v Praze
- Vlastní podobizna v 64 letech - 1630
- Velká večeře - po 1630
- Velký oběd - po 1630, NG v Praze
- Zátiší s preclíkem a roemerem - po 1630

## Galerie

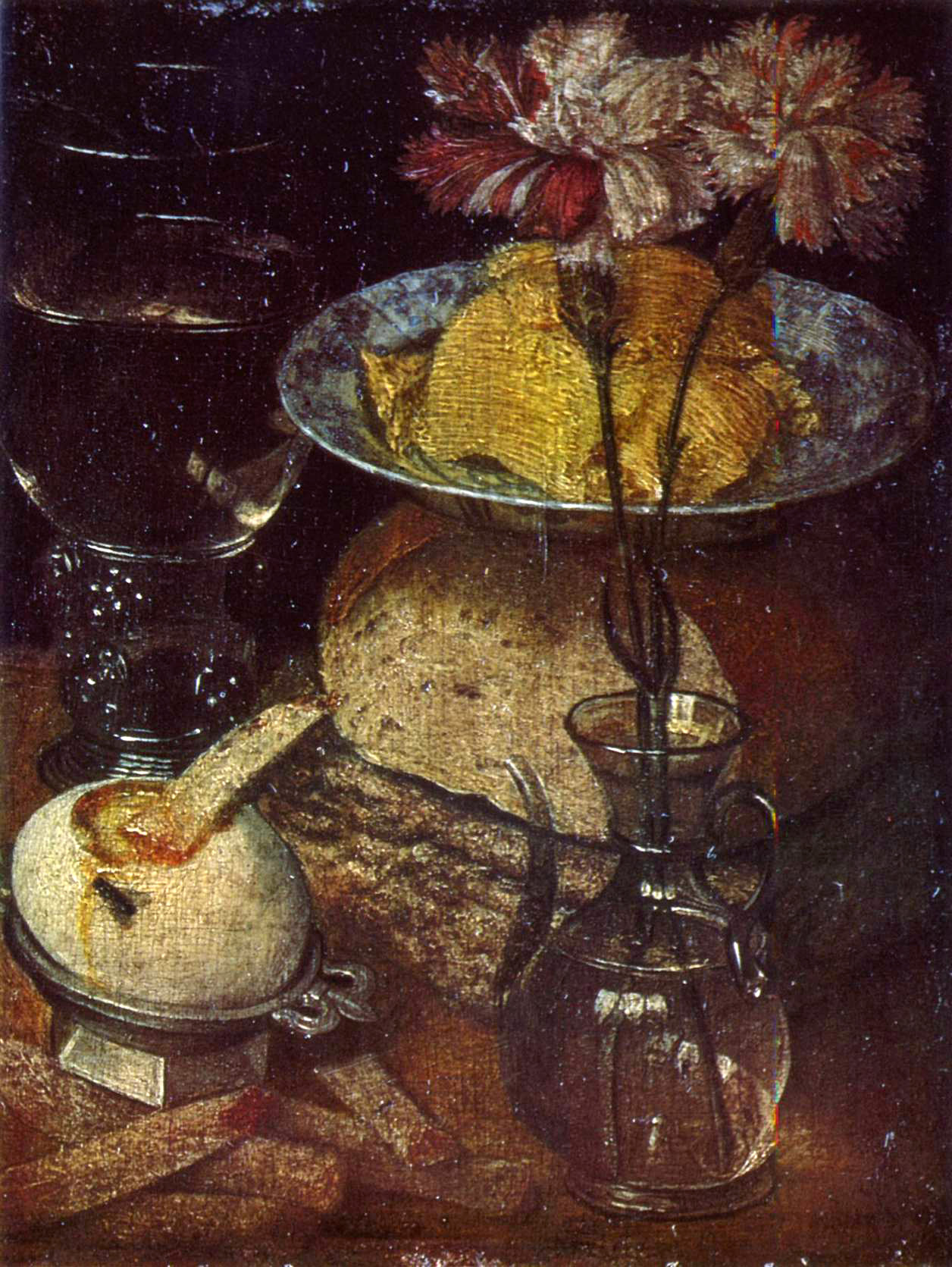
Snídaně s vejcem
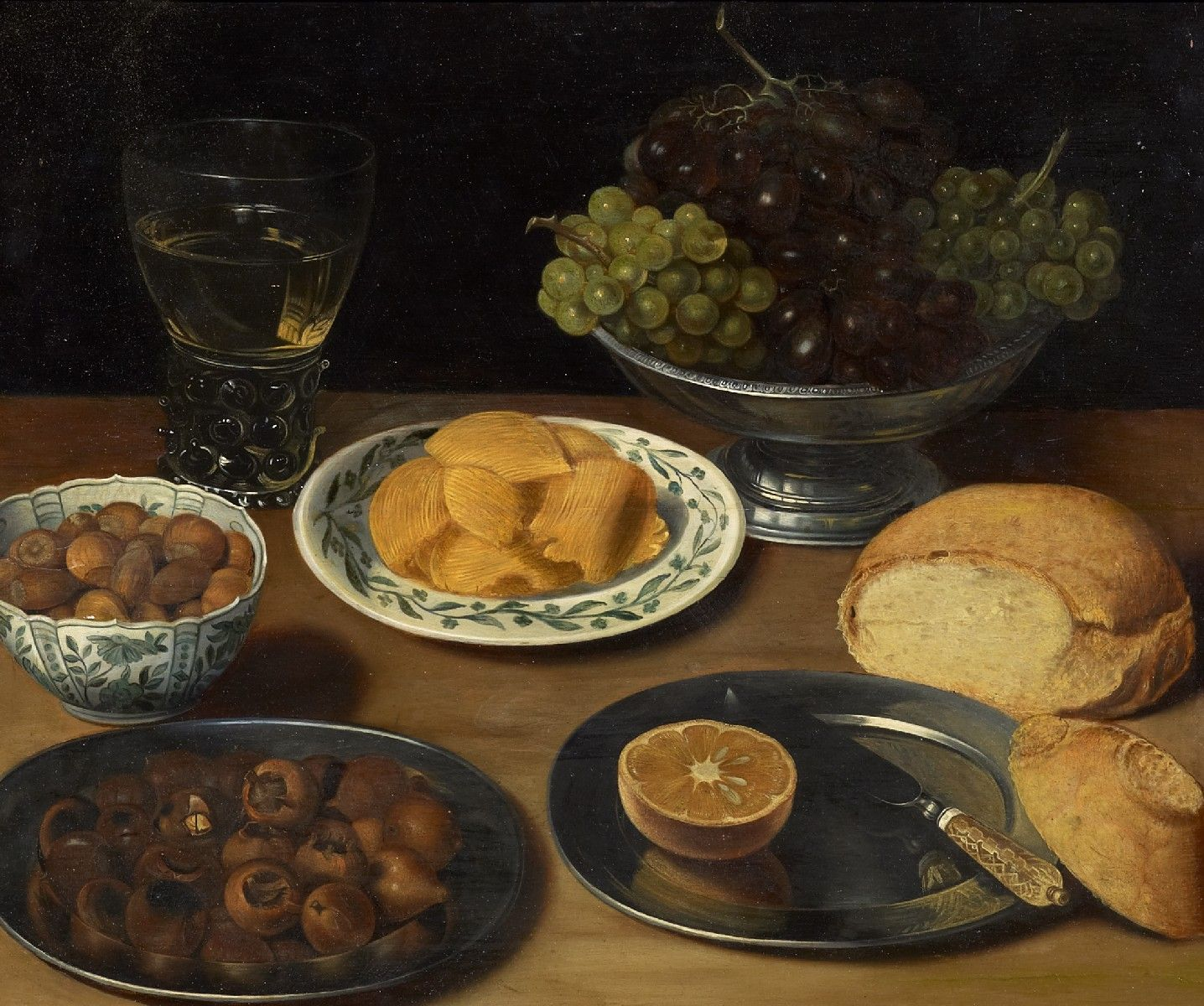
Velká snídaně
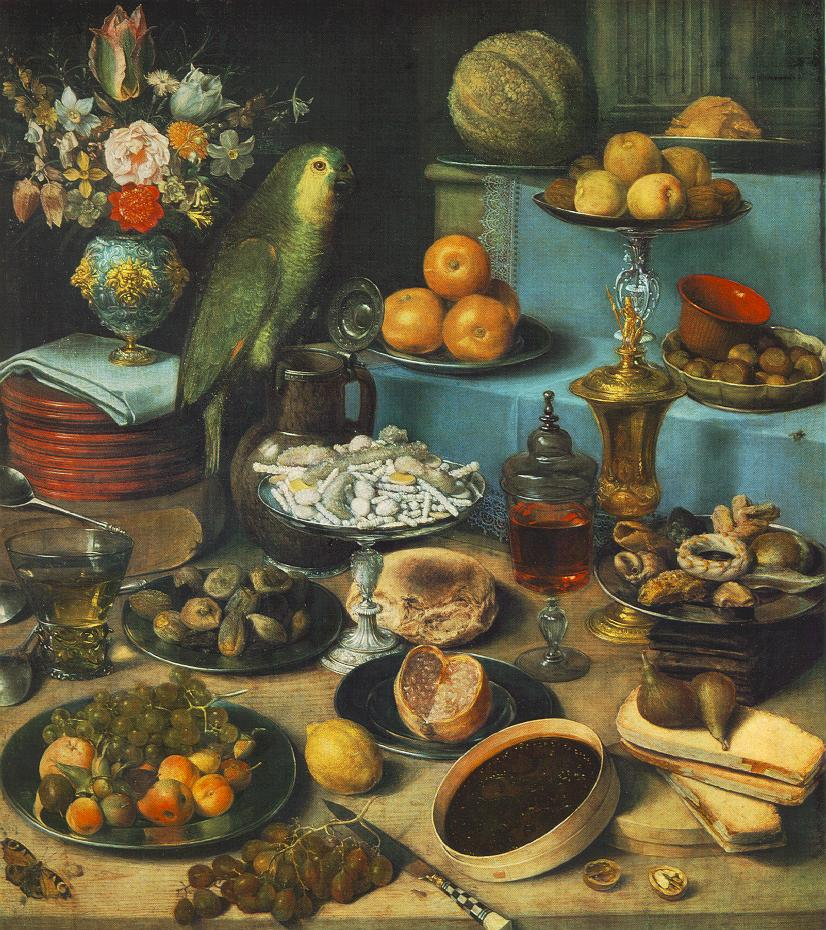
Velký banket
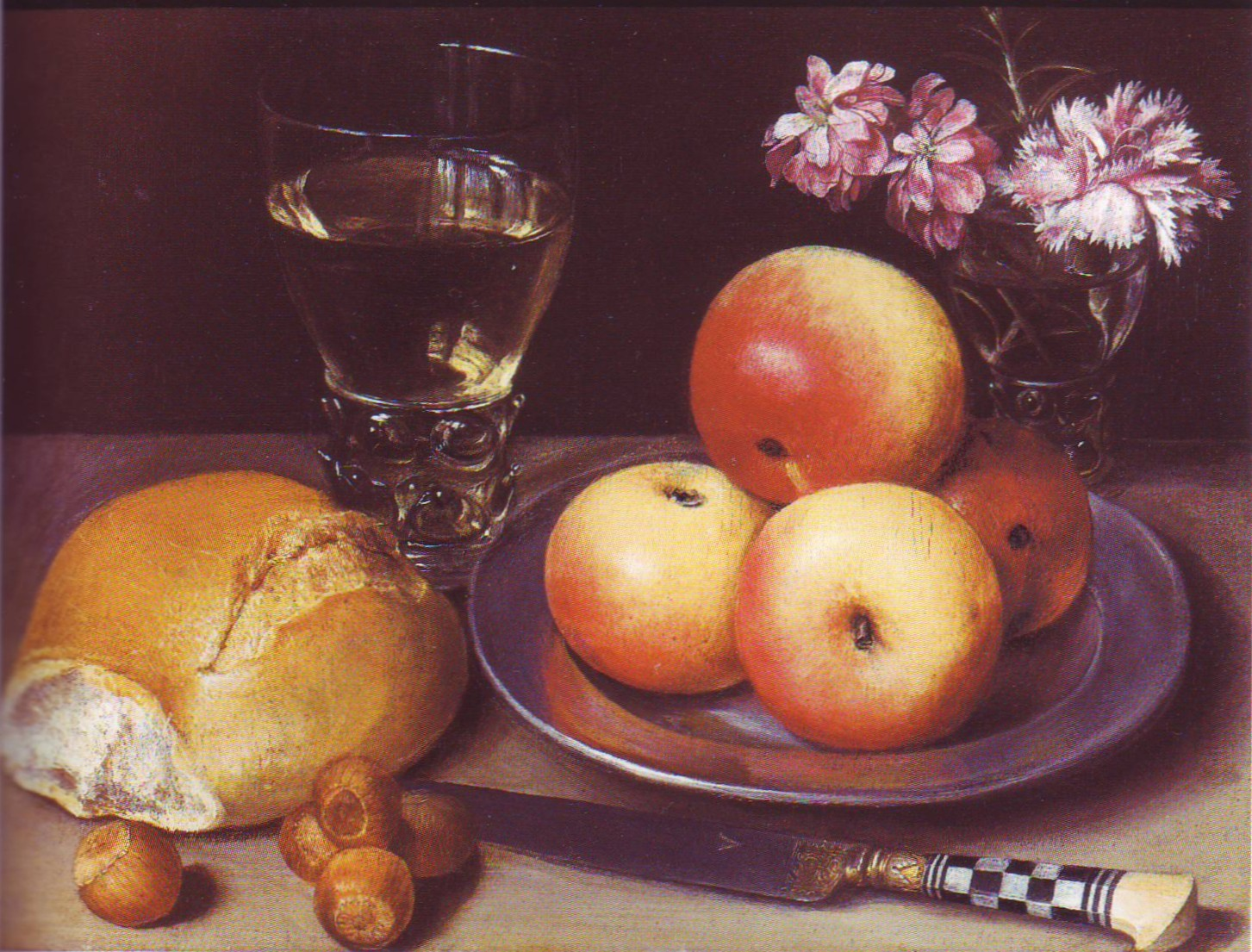
Zátiší s jablky
Dvojportrét starších manželů
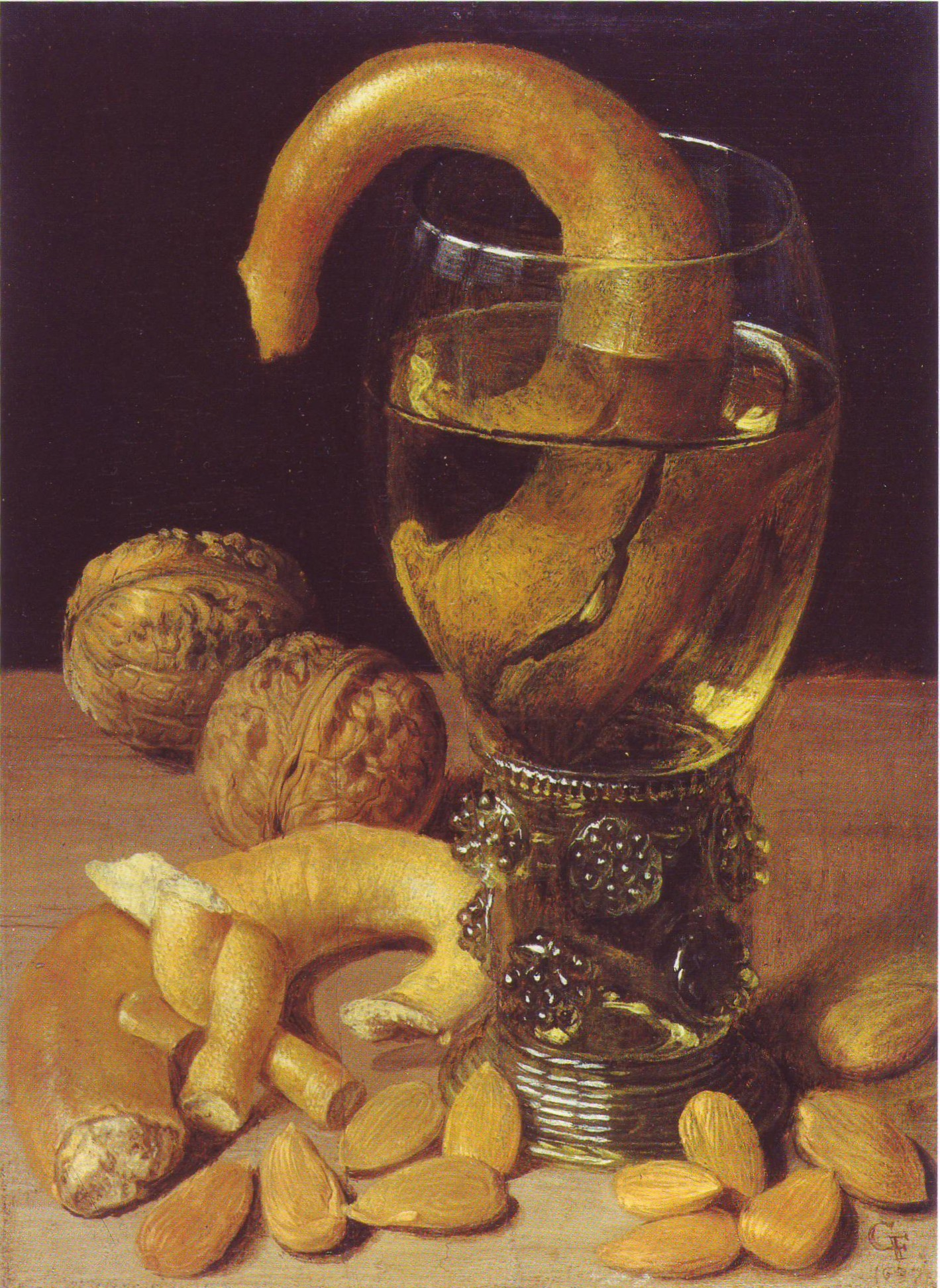
Zátiší s preclíkem a roemerem
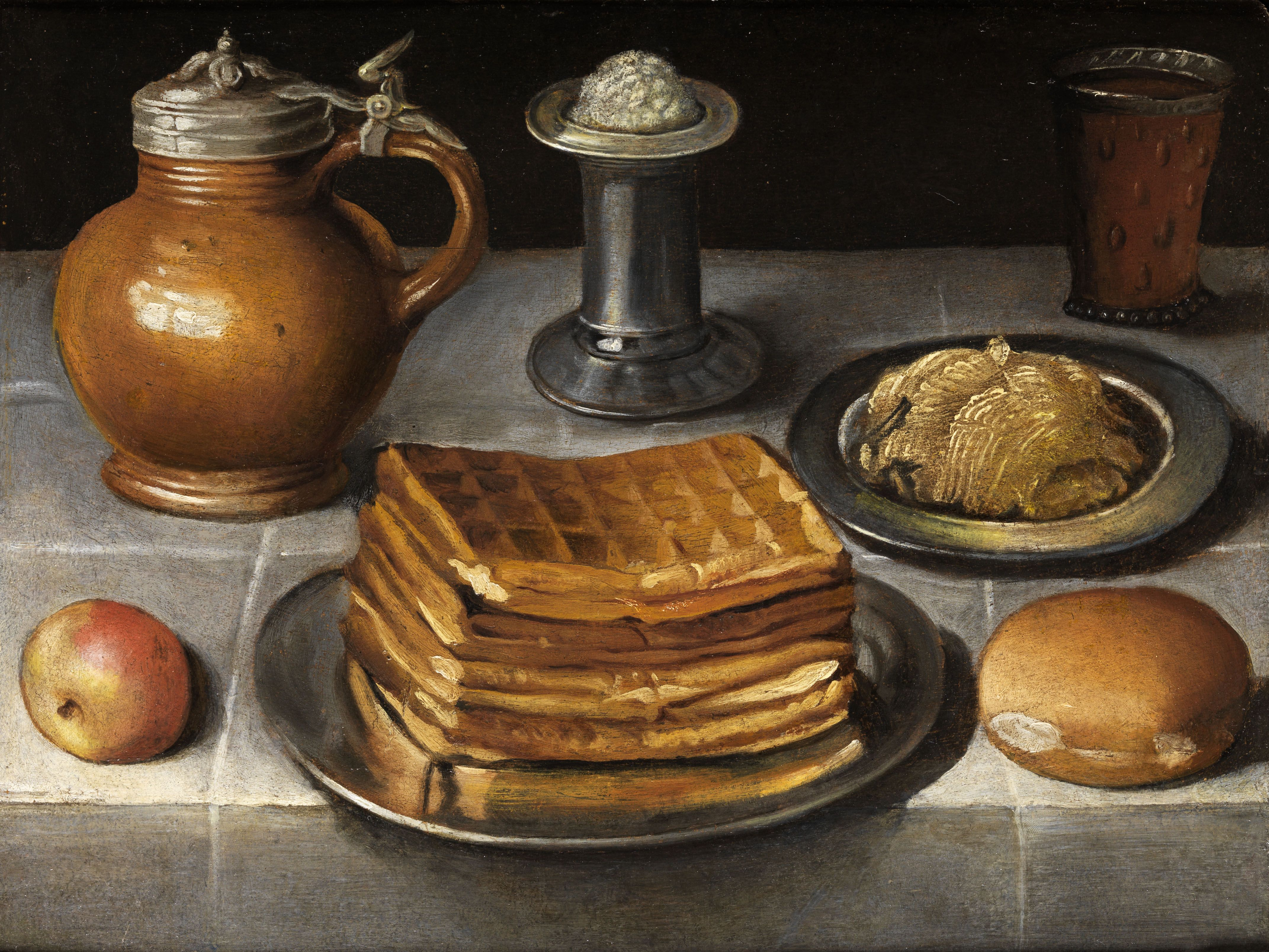
Zátiší s vaflemi
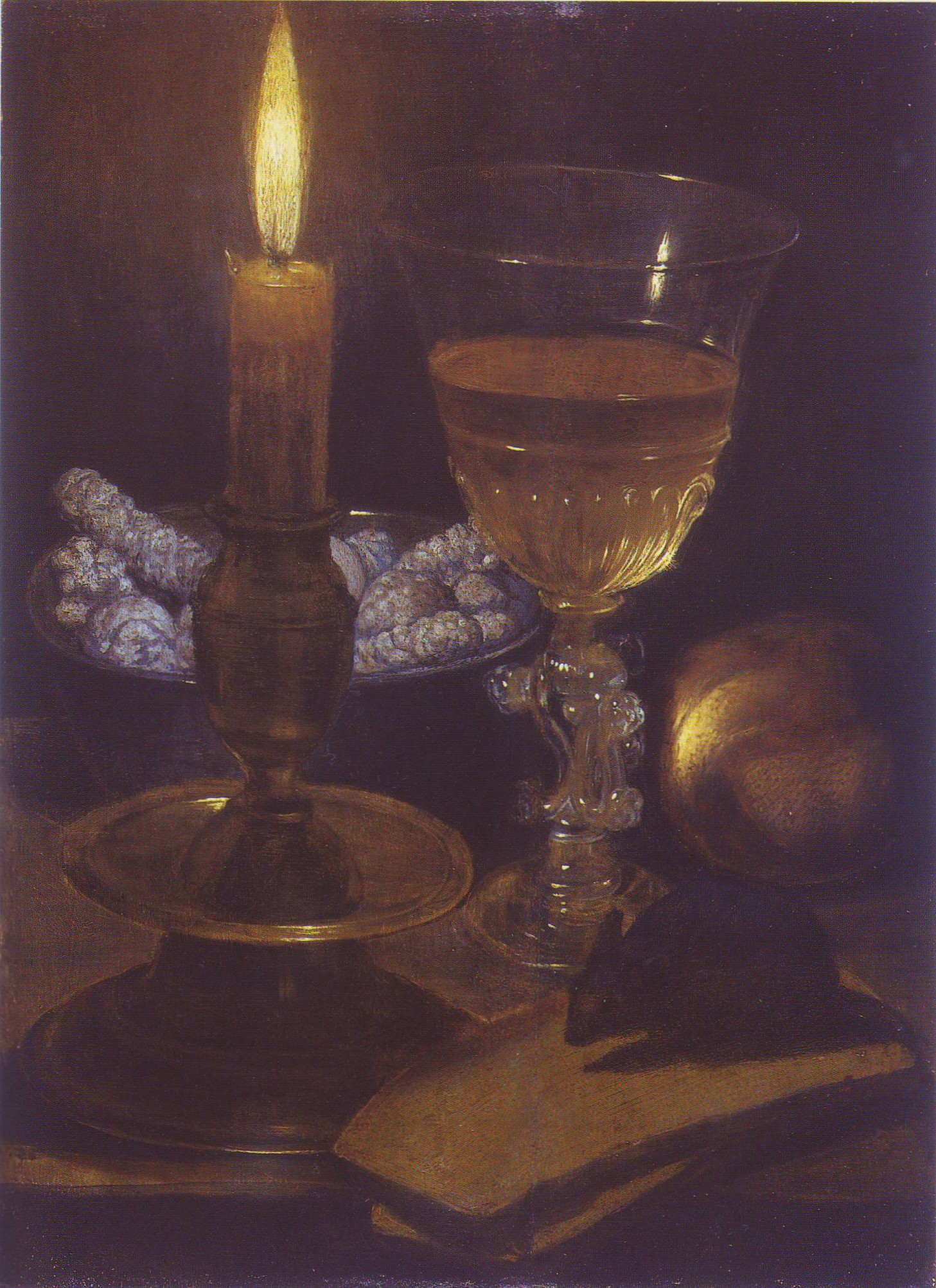
Zátiší s hořící svíčkou
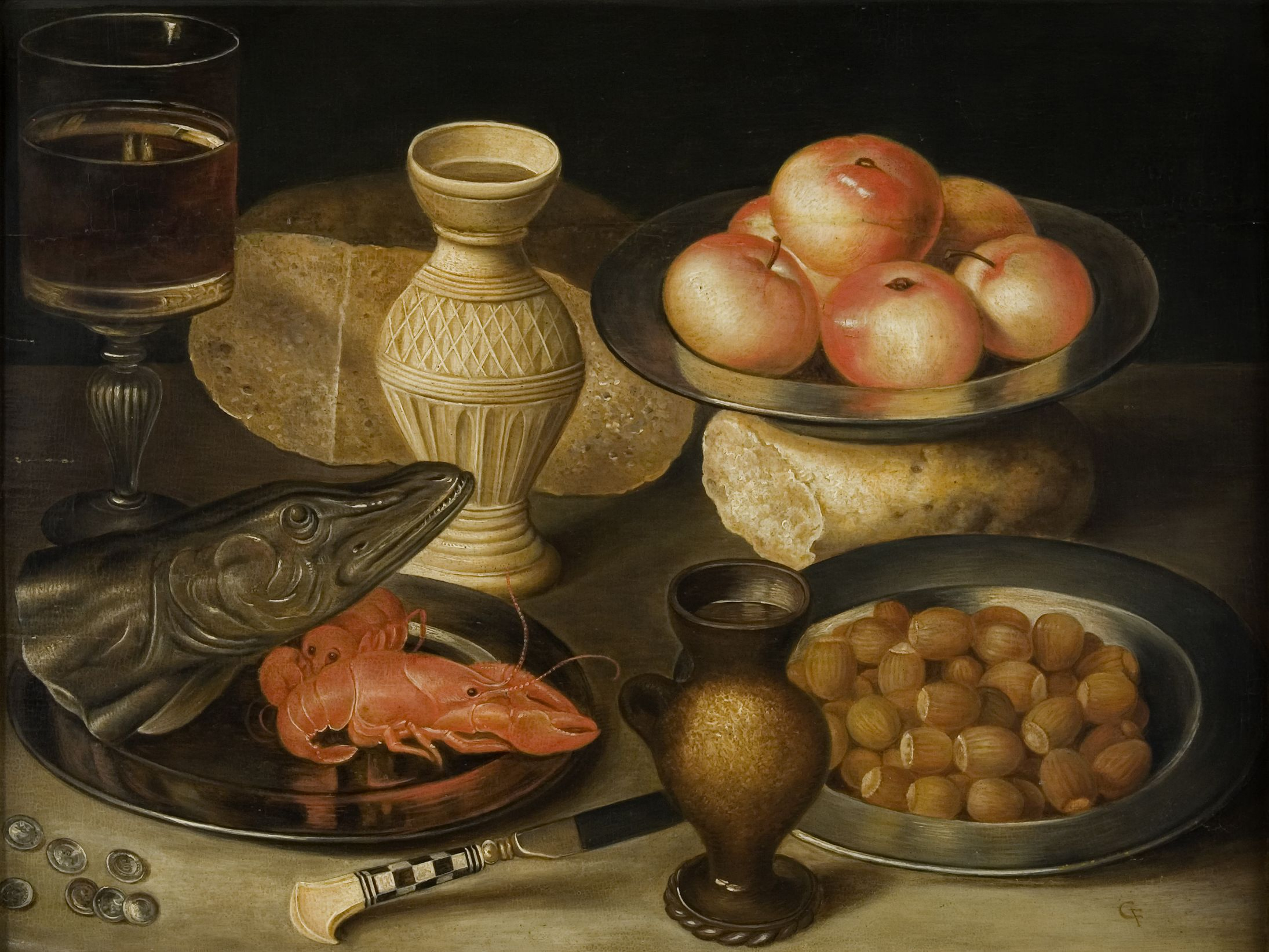
Zátiší se štičí hlavou
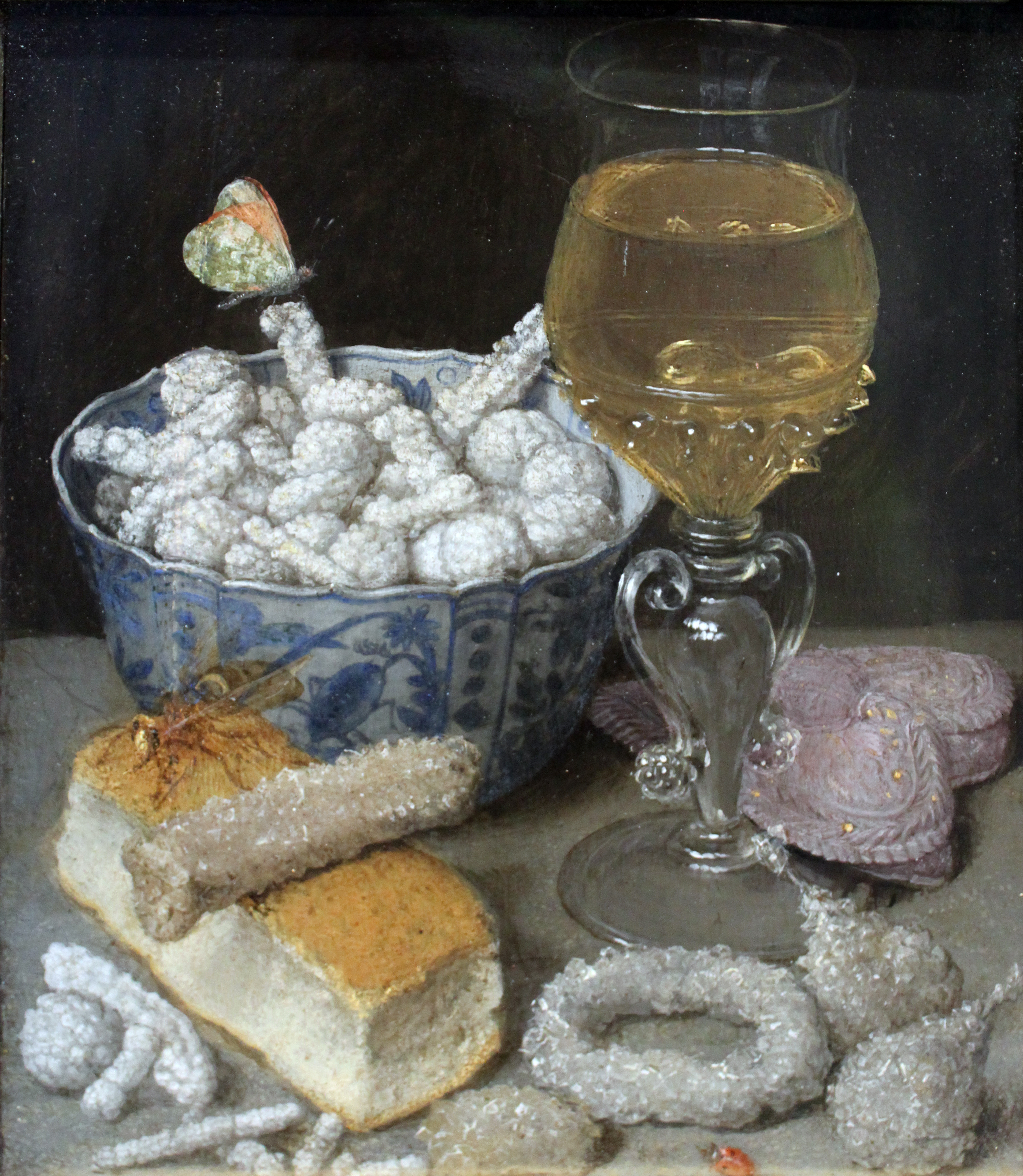
Zátiší s cukrovím